# Parcelă de stejar comun (monument al naturii din Ucraina)
Parcela de stejar (în ucraineană Ділянка дуба звичайного) este un monument al naturii de tip botanic de importanță locală din raionul Adâncata, regiunea Cernăuți (Ucraina), situat la sud de satul Valea Cosminului. Este administrat de „Silvicultura Cernăuți”.
Suprafața ariei protejate constituie 4,5 hectare, fiind creată în anul 2001 prin decizia comitetului executiv regional. Statutul a fost acordat pentru protejarea unei porțiuni a pădurii cu plantații valoroase de stejar.